# 저수 (별자리)

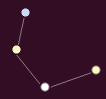
저(氐)

저수(氐宿)는 동아시아의 별자리인 이십팔수의 하나이다. 동방청룡 7수(宿) 중 세 번째에 해당된다.
서양 별자리의 천칭자리의 일부에 해당된다.

## 저수에 속한 별자리
저수에 속한 별자리들은 다음과 같다.
| 별자리   | 한자     | 별 개수 | 위치                     | 의미                          |
| -------- | -------- | ------- | ------------------------ | ----------------------------- |
| 저       | 氐       | 4       | 천칭자리                 | 청룡의 가슴                   |
| 천유     | 天乳     | 1       | 뱀자리                   | 가로를 내리는 일              |
| 초요     | 招搖     | 1       | 목동자리                 | 변방 부족의 병란을 주관       |
| 경하     | 梗河     | 3       | 목동자리                 | 황실의 창                     |
| 제석     | 帝席     | 3       | 목동자리                 | 천자가 잔치를 여는 곳         |
| 항지     | 亢池     | 6       | 목동자리, 처녀자리       | 떠있는 배의 노                |
| 기관     | 騎官     | 27      | 이리자리, 센타우루스자리 | 천자를 호위하는 기사          |
| 진거     | 陣車     | 3       | 이리자리, 바다뱀자리     | 전차                          |
| 거기     | 車騎     | 3       | 이리자리                 | 전차와 기마를 총지위하는 장수 |
| 천폭     | 天輻     | 2       | 천칭자리                 | 천자의 수레                   |
| 기진장군 | 騎陣將軍 | 1       | 이리자리                 | 기마부대 장수                 |

## 참고 문헌
- 권근 외, 『천상열차분야지도』, 서운관(書雲觀), 1395
- 이문규, 《고대 중국인이 바라본 하늘의 세계》, 문학과 지성사, 2000
- 이순지 저, 김수길.윤상철 역,《천문류초》, 대유학당, 1998
- 박창범, 《하늘에 새긴 우리역사》, 김영사, 2002